# 7143 Haramura
7143 Haramura (1995 WU41) là một tiểu hành tinh vành đai chính được phát hiện ngày 17 tháng 11 năm 1995 bởi S. Otomo ở Kiyosato.